# Diagramma di attività
Il diagramma di attività (activity diagram in inglese) è un tipo di diagramma che permette di descrivere un processo attraverso dei grafi in cui i nodi rappresentano le attività e gli archi l'ordine con cui vengono eseguite.

## Struttura del diagramma

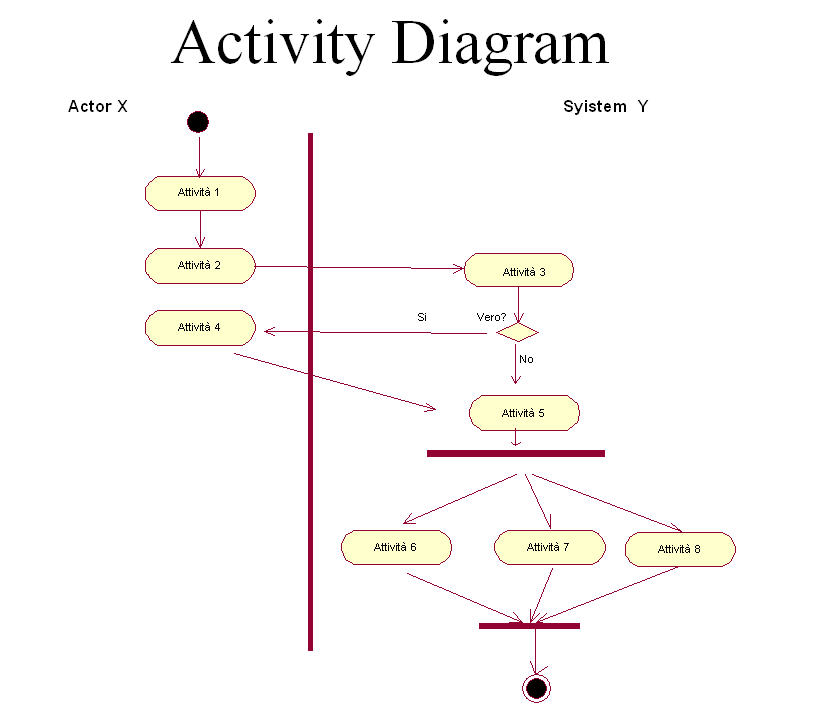
Esempio di Activity Diagram con swimlane

### Activity
L'Activity rappresenta una specifica attività che deve essere svolta all'interno della funzione.
È rappresentata da un rettangolo smussato con una descrizione dell'attività.

### Flusso
Il flusso è rappresentato tramite delle frecce orientate, che indicano la sequenza temporale con cui devono essere effettuate le diverse attività.
È previsto un simbolo per indicare l'inizio del flusso ed un altro per indicarne il termine.
Le attività possono essere anche rese in parallelo, in questo caso il punto di divisione (fork) è rappresentato da frecce divergenti rispetto ad un segmento.
Nel caso le attività siano alternative, cioè svolte o meno rispetto ad una scelta, il punto di decisione è rappresentato da dei rombi da cui partono i flussi alternativi.
Il punto di ricongiungimento (join) è reso tramite un segmento su cui le frecce si ricongiungono.

### Responsabilità
Il sistema o l'attore responsabile di una determinata attività è rappresentato tramite una descrizione a cui afferisce una porzione dello schema, individuata da una linea verticale (swimlane).